# کارگر خارجی

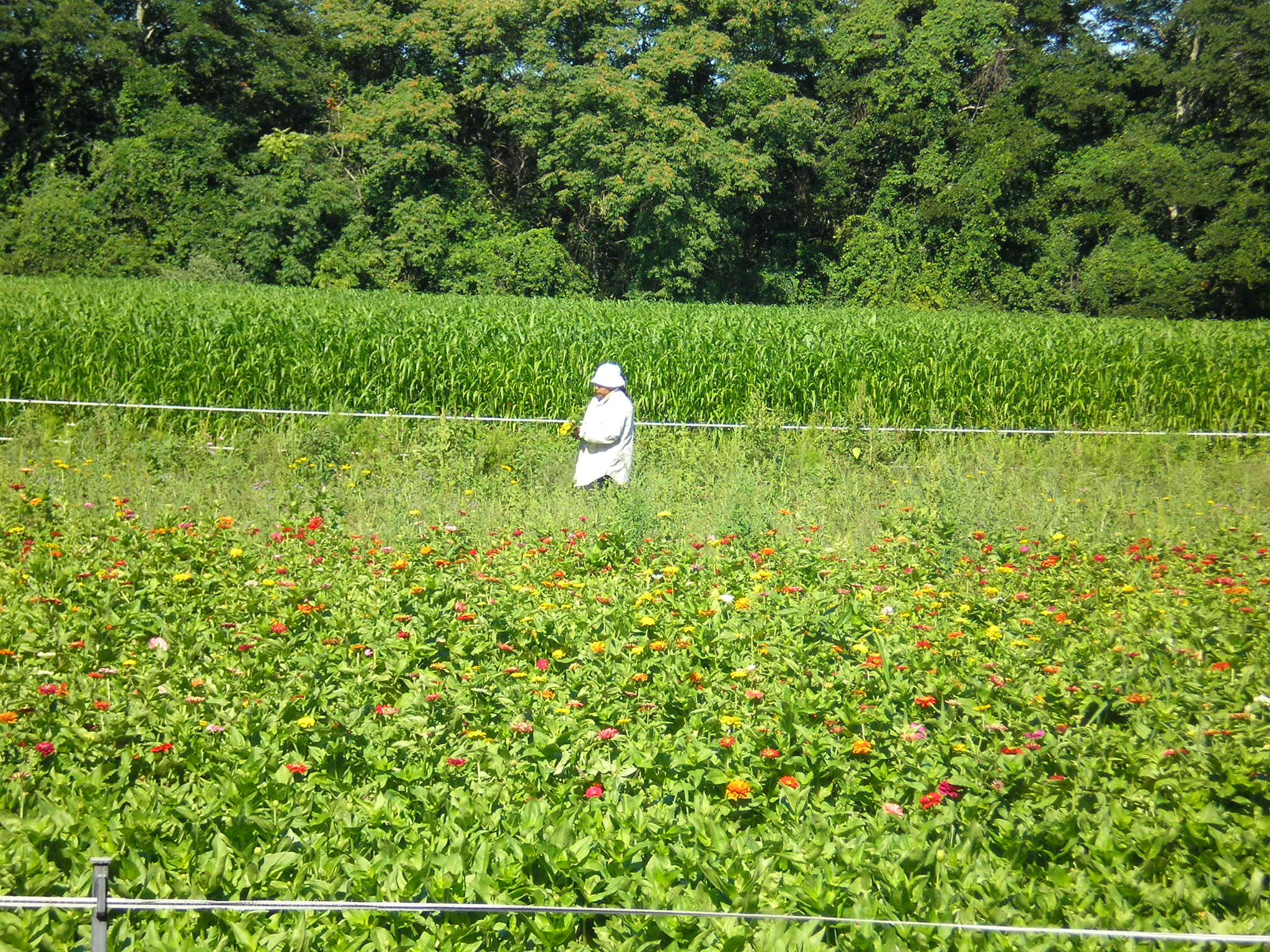
کارگر خارجی

کارگر خارجی به نیروی کار گفته می‌شود که در کشوری غیر جایی که شهروند است به کار اشتغال داشته باشد. کارگر خارجی ممکن است بر اساس برنامه درخواست کارگر میهان به‌طور قانونی اشتغال داشته باشد یا به‌طور غیرقانونی به کار اشتغال ورزد. کارگران خارجی معمولاً تمام یا قسمتی از حقوق خود را به کشور اصلی می‌فرستند.